# Chiesa di San Giorgio Martire (Locorotondo)
La chiesa di San Giorgio Martire è la parrocchiale di Locorotondo, in città metropolitana di Bari e arcidiocesi di Brindisi-Ostuni; fa parte del vicariato San Rocco.

## Storia
Forse il primitivo luogo di culto locorotondese sorse al posto di un tempio pagano, stando a un racconto popolare ancora tramandato alla fine del XVIII secolo; tuttavia, la prima citazione che ne certifica l'esistenza risale al 1195 ed è contenuta in un documento del re di Sicilia Enrico IV, in cui è elencata appunto pure l'ecclesiam Santi Giorgii.
Tra il 1578 e il 1579 venne costruita una chiesa di dimensioni maggiori che andò a inglobare la precedente cappella; si componeva di tre navate, ognuna delle quali suddivisa in tre campate e coperta da volte a crociera.
Il 19 luglio 1790 iniziarono su disegno dell'architetto Giuseppe Gimma  i lavori di edificazione della nuova parrocchiale, poiché quella precedente non era più sufficiente a soddisfare le esigenze dei fedeli; l'opera venne però interrotta nel 1798 per via della difficoltà di acquistare alcune case da demolire per far posto alla chiesa e poi anche a causa dei moti insurrezionali. La costruzione riprese appena nel 1810 sotto la direzione dell'architetto Giuseppe Campanella, per poi venir terminata nel 1825.
Nel 1970 fu condotto l'intervento di adeguamento liturgico secondo le norme postconciliari, in occasione del quale si procedette all'aggiunta dell'ambone e dell'altare rivolto verso l'assemblea.

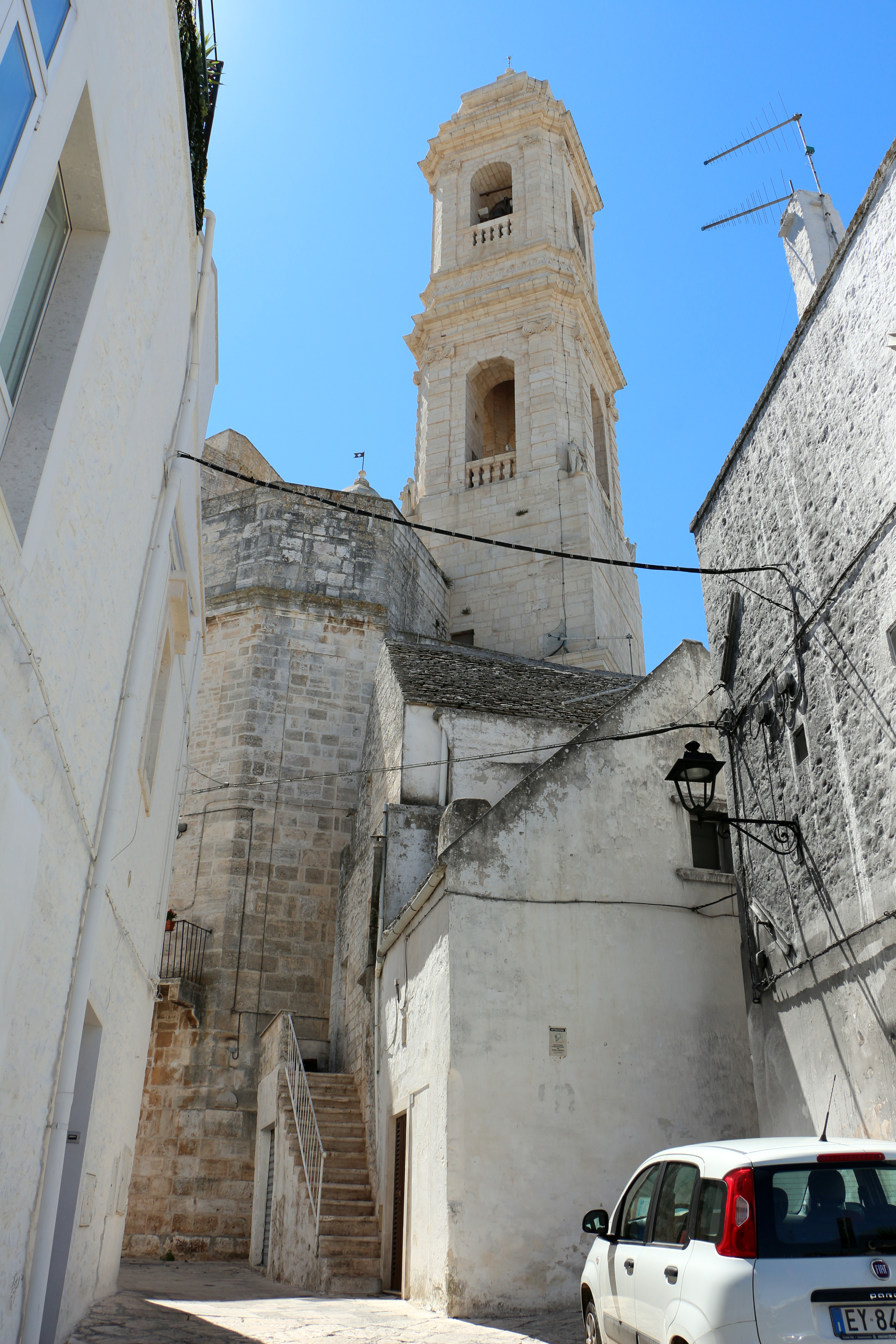
il campanile

La copertura della chiesa venne restaurata nel 2007, mentre due anni dopo un analogo intervento riguardò la torre campanaria.

## Descrizione

### Esterno
La facciata a salienti della chiesa è rivolta a oriente e scandita da semicolonne; il corpo centrale, suddiviso in due registri da una cornice marcapiano e coronato dal frontone, presenta nell'ordine inferiore il portale maggiore e in quello superiore un'ampia finestra, mentre le due ali laterali, leggermente arretrate, sono caratterizzate dagli ingressi secondari e da finestrelle ovali.
Annesso alla parrocchiale è il campanile a base quadrata, che misura un'altezza di 47 metri; la cella presenta su ogni lato una monofora ed è coronata dalla guglia.

### Interno

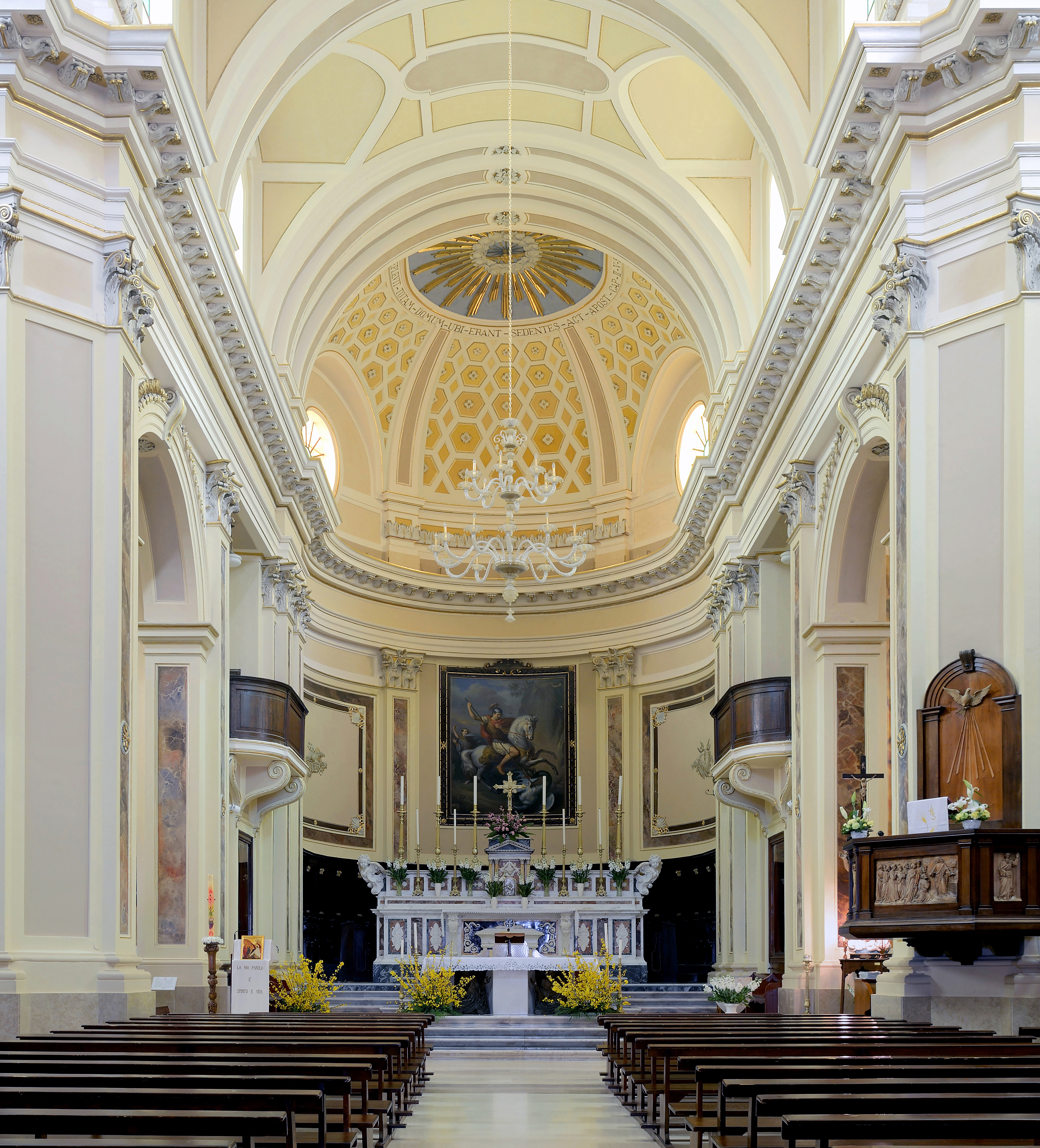
L'interno

L'interno dell'edificio, la cui pianta è a croce greca, si compone di un'unica navata, sulla quale si affacciano i bracci del transetto e le cappelle laterali, introdotti da archi a tutto sesto, e le cui pareti sono scandite da paraste sorreggenti la trabeazione modanata e aggettante sopra la quale si impostano le volte; al termine dell'aula si sviluppa il presbiterio, rialzato di alcuni gradini e chiuso dall'abside di forma semicircolare.
Qui sono conservate diverse opere di pregio, tra cui i riquadri che rappresentano Scene dell'Antico e del Nuovo Testamento, il dipinto con soggetto l'Ultima Cena, realizzato nel 1841 dal partenopeo Gennaro Maldarelli, autore pure del quadro di San Giorgio del 1841, la tela raffigurante Cristo Risorto, risalente al XVIII secolo, i busti lignei dei Santi Vittorio e Ruffino, intagliati nel Seicento, l'altare maggiore, costruito nel 1861 da Fedele Caggiano, e la pala che raffigura la Madonna del Rosario tra santa Caterina da Siena e san Domenico, realizzata da Francesco De Mauro nel 1769.